# Battaglia del Pireo
La battaglia del Pireo fu combattuta nell'estate del 403 a.C. tra gli esiliati ateniesi che avevano sconfitto l'esercito oligarchico di Atene, che li aveva scacciati, e l'esercito spartano, favorevole ai Trenta tiranni e ai loro successori, i Dieci.
Dopo la vittoria, Pausania permise che ad Atene ritornasse la democrazia.

## Antefatto
Alla fine del 404 a.C. un piccolo corpo di ateniesi esiliati sotto il comando di Trasibulo entrò in Attica e conquistò la città frontiera di File, di grande importanza strategica: il loro obiettivo era di rovesciare il repressivo governo oligarchico dei Trenta tiranni.
Dopo due battaglie perse (a File e a Munichia), i Trenta vennero sostituiti da dieci uomini più moderati; questi, pur avendo messo fine alle violenze che avevano contraddistinto il precedente governo, non erano disposti a trattare con gli esiliati, che al momento controllavano il Pireo, il porto di Atene. Ci furono diversi piccoli scontri, e la cavalleria ateniese attaccò un piccolo gruppo di esiliati, che a loro volta iniziarono ad assaltare le mura di Atene.
D'intesa sia i Trenta, rifugiatisi a Eleusi, sia i Dieci ad Atene inviarono dei messaggeri a Sparta, chiedendo aiuto. Il ruolo di Sparta influenzò il futuro di Atene; dapprima giunse il generale Lisandro, che aveva originariamente messo al governo i Trenta ed era favorevole ad una politica estera aggressiva.
Egli raccolse un esercito di mercenari a Eleusi, ma venne sostituito dal re Pausania, che a Sparta aveva raccolto il consenso di tutti coloro che temevano che Lisandro acquistasse troppo potere e, col consenso tre efori su cinque, fu messo a capo delle spedizione ad Atene al posto di Lisandro.

## La battaglia
Al suo arrivo in Attica, Pausania ordinò agli esuli che occupavano il Pireo di disperdersi; al loro rifiuto, guidò i suoi soldati contro di loro, senza tuttavia attaccarli.
Il giorno seguente un corpo di fanteria leggera ateniese attaccò gli Spartani mentre compivano delle ricognizioni presso il Pireo; Pausania inviò la cavalleria ed i soldati più giovani ad attaccarli, mentre lui stesso li seguiva in supporto con il resto dell'esercito.
Nell'inseguimento la cavalleria spartana e l'avanguardia entrarono nel Pireo, ma furono respinti con perdite da un grande gruppo di fanteria leggera. Trasibulo uscì con i suoi opliti per continuare l'attacco, ma gli Spartani li sconfissero, uccidendo circa 150 soldati. Gli uomini del Pireo si ritirarono nel Pireo e gli Spartani nel loro accampamento.

## Conclusione
Dopo la vittoria Pausania, invece di approfittare del vantaggio, lavorò per riconciliare le due fazioni ateniesi: convinse sia gli uomini del Pireo che i Dieci a inviare degli emissari a Sparta. Costoro tornarono con quindici uomini, incaricati per lavorare con Pausania ad una pacificazione tra le due parti.
Col trattato, concluso in settembre, Pausania permise il ritorno di tutti alle proprie dimore, eccetto i Trenta, i Dieci del Pireo (i magistrati che erano incaricati di sorvegliare il Pireo prima che fosse occupato dagli esuli) e gli Undici (gli incaricati delle condanne a morte), mentre chiunque si ritenesse in pericolo poteva rifugiarsi a Eleusi, che fu dichiarata repubblica oligarchica indipendente da Atene.
La democrazia fu restaurata e tutti, eccetto i casi più gravi, furono perdonati. Eleusi rimase indipendente per circa due anni, ma nel 401, quando si sparse la voce che i Trenta stavano raccogliendo dei mercenari, fu compiuto contro di loro un attacco preventivo e la città venne reincorporata nel dominio di Atene.